# 杭州万象城
30°15′14.8″N 120°12′39.1″E / 30.254111°N 120.210861°E

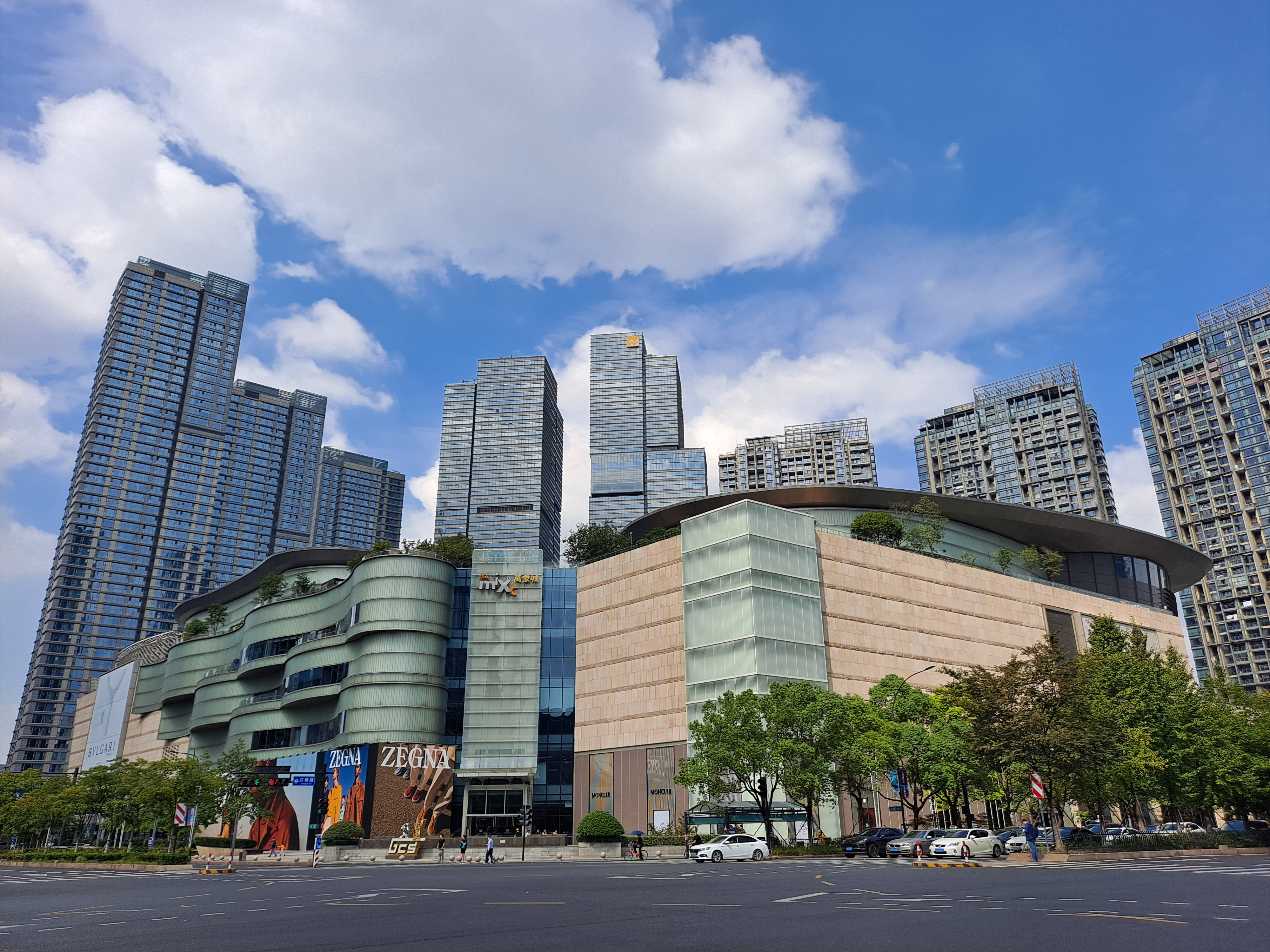
万象城

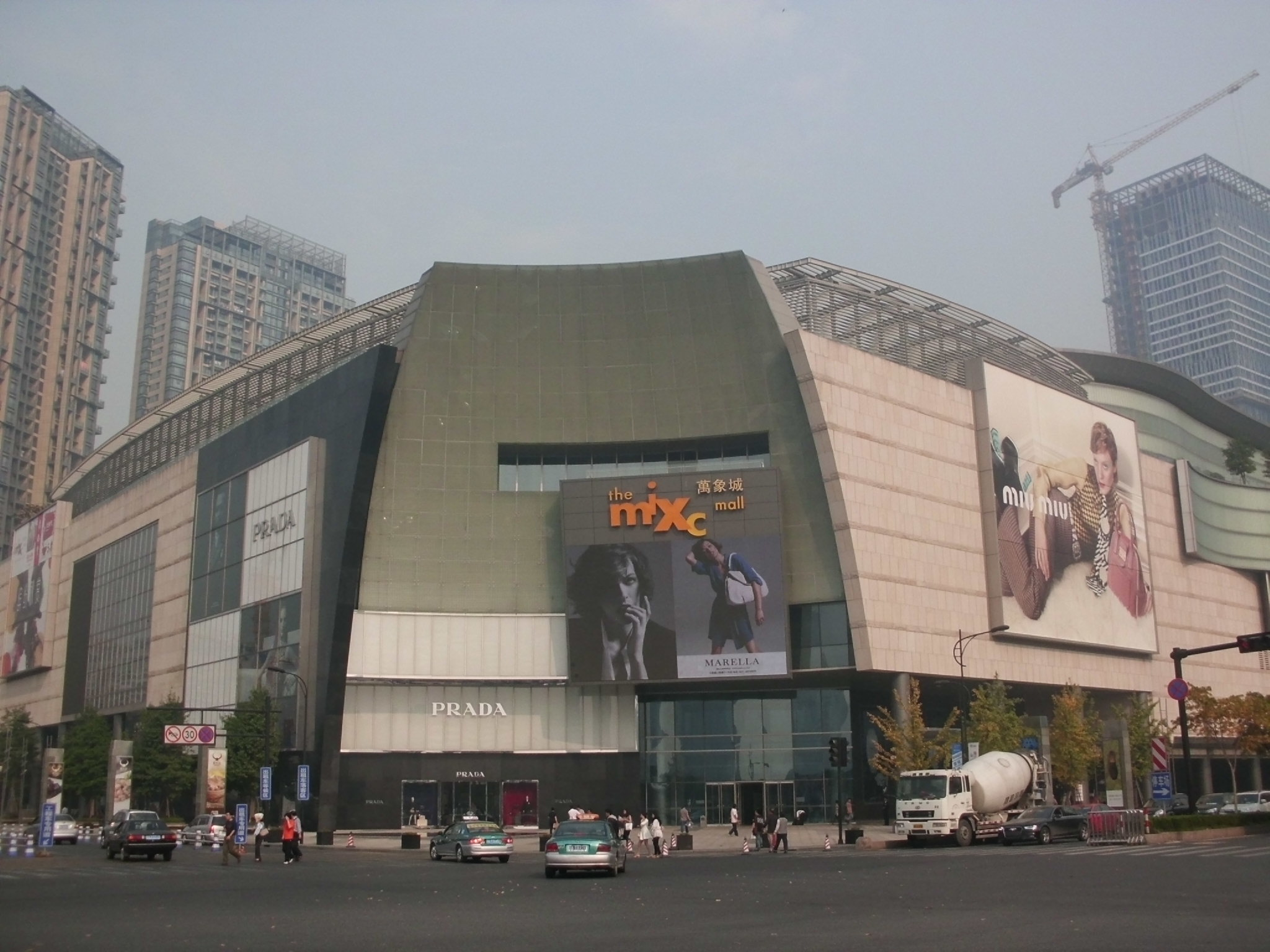
万象城购物中心正门

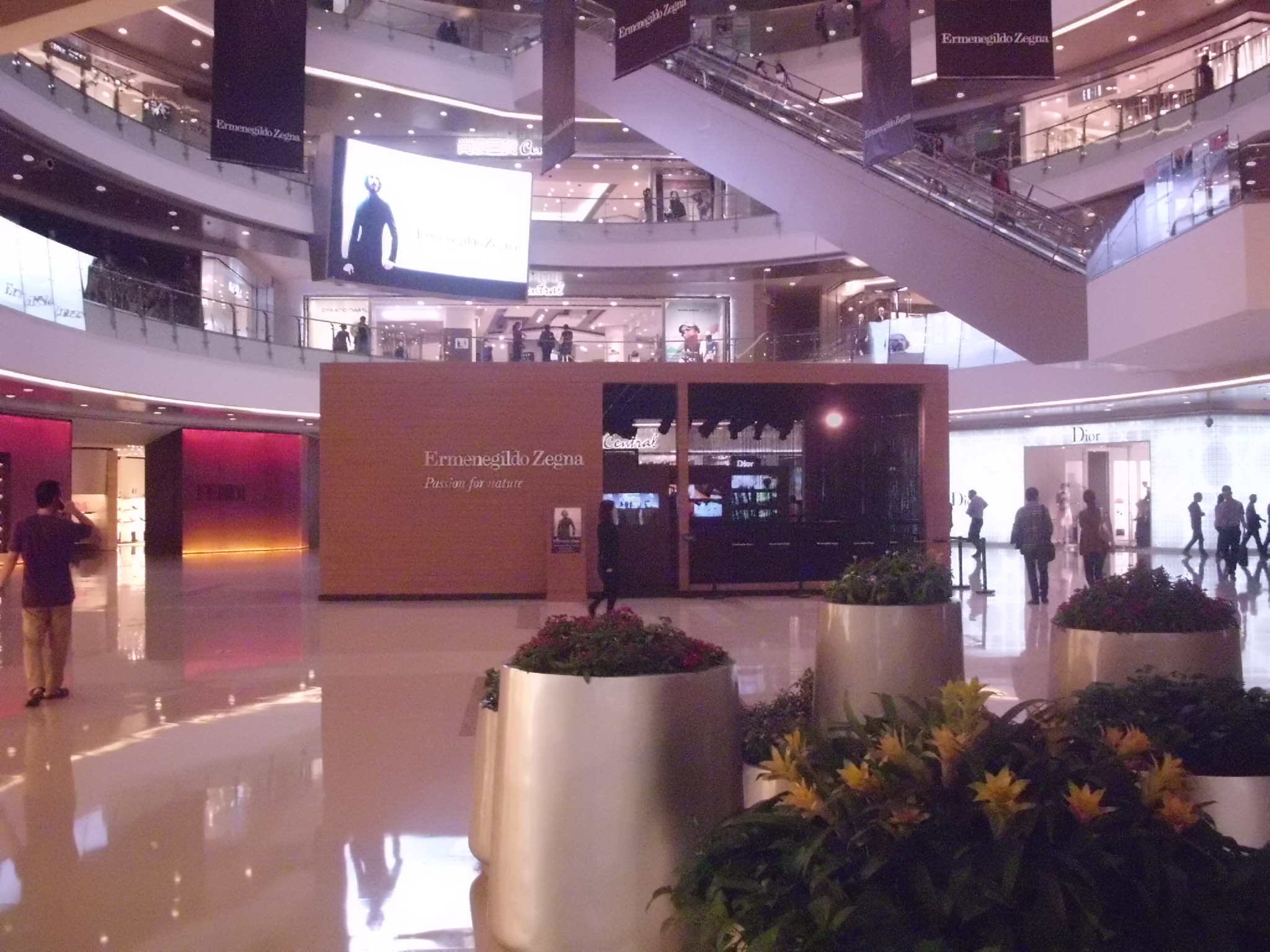
购物中心一楼大厅

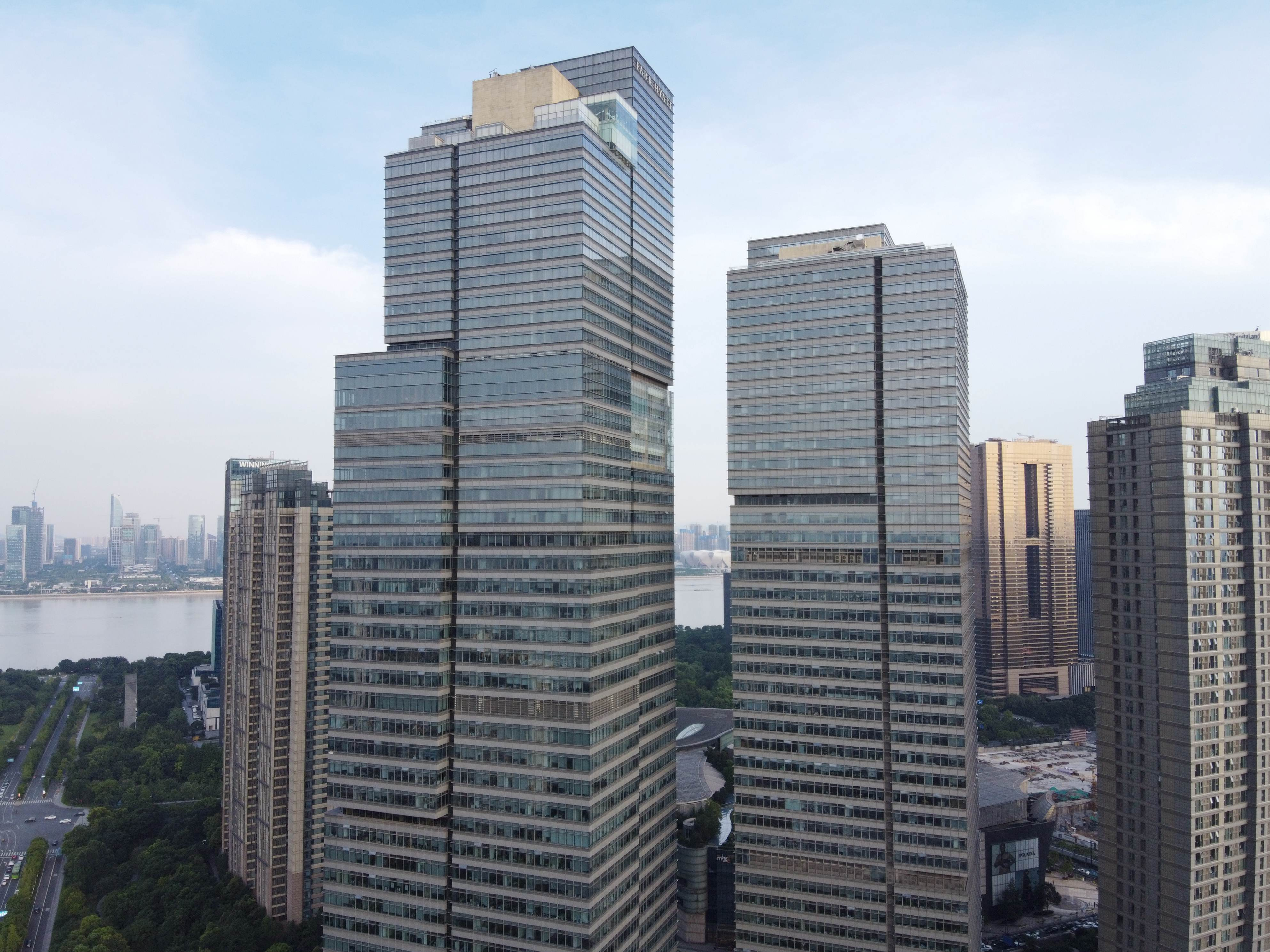
华润大厦

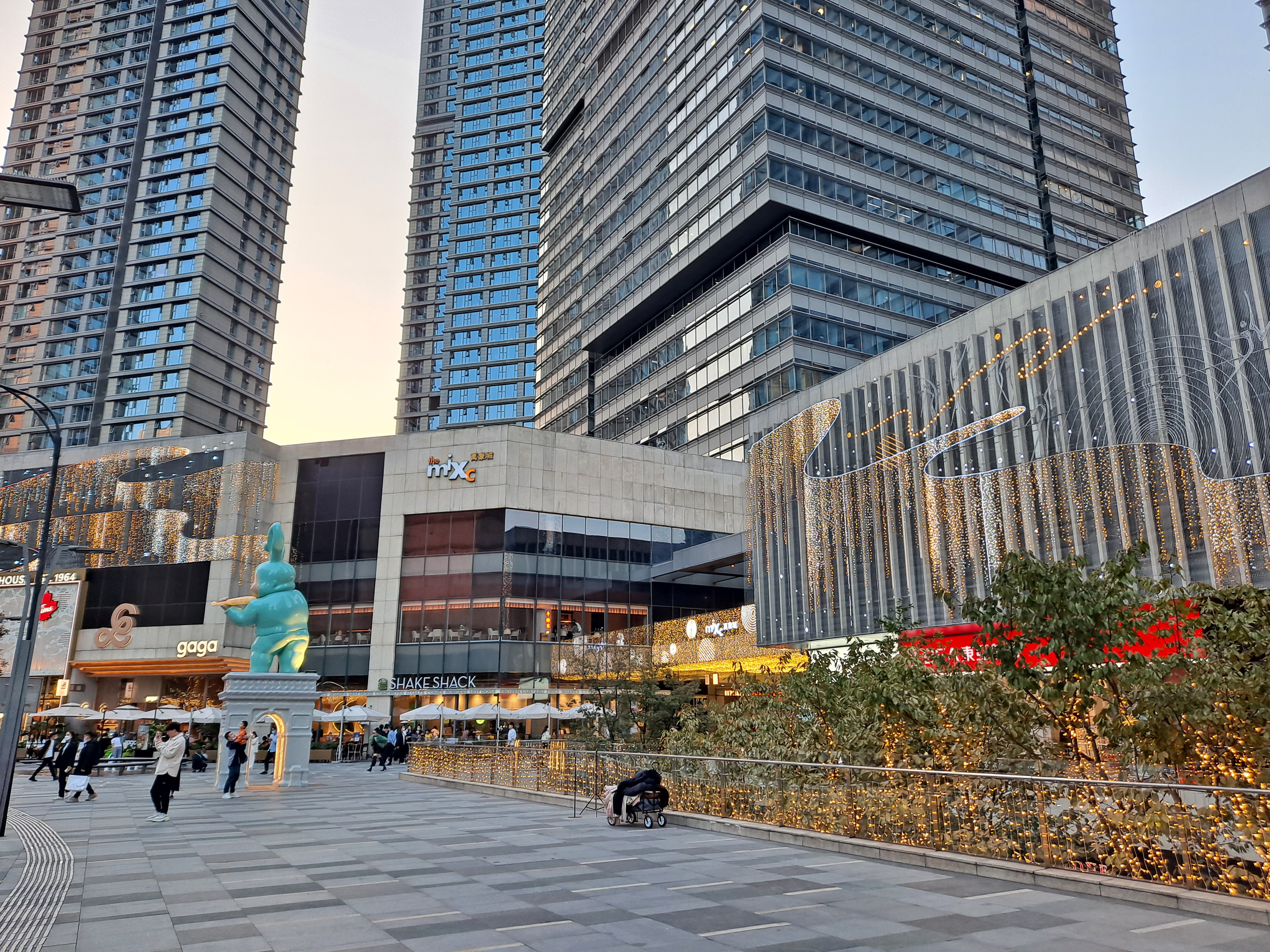
万象城二期

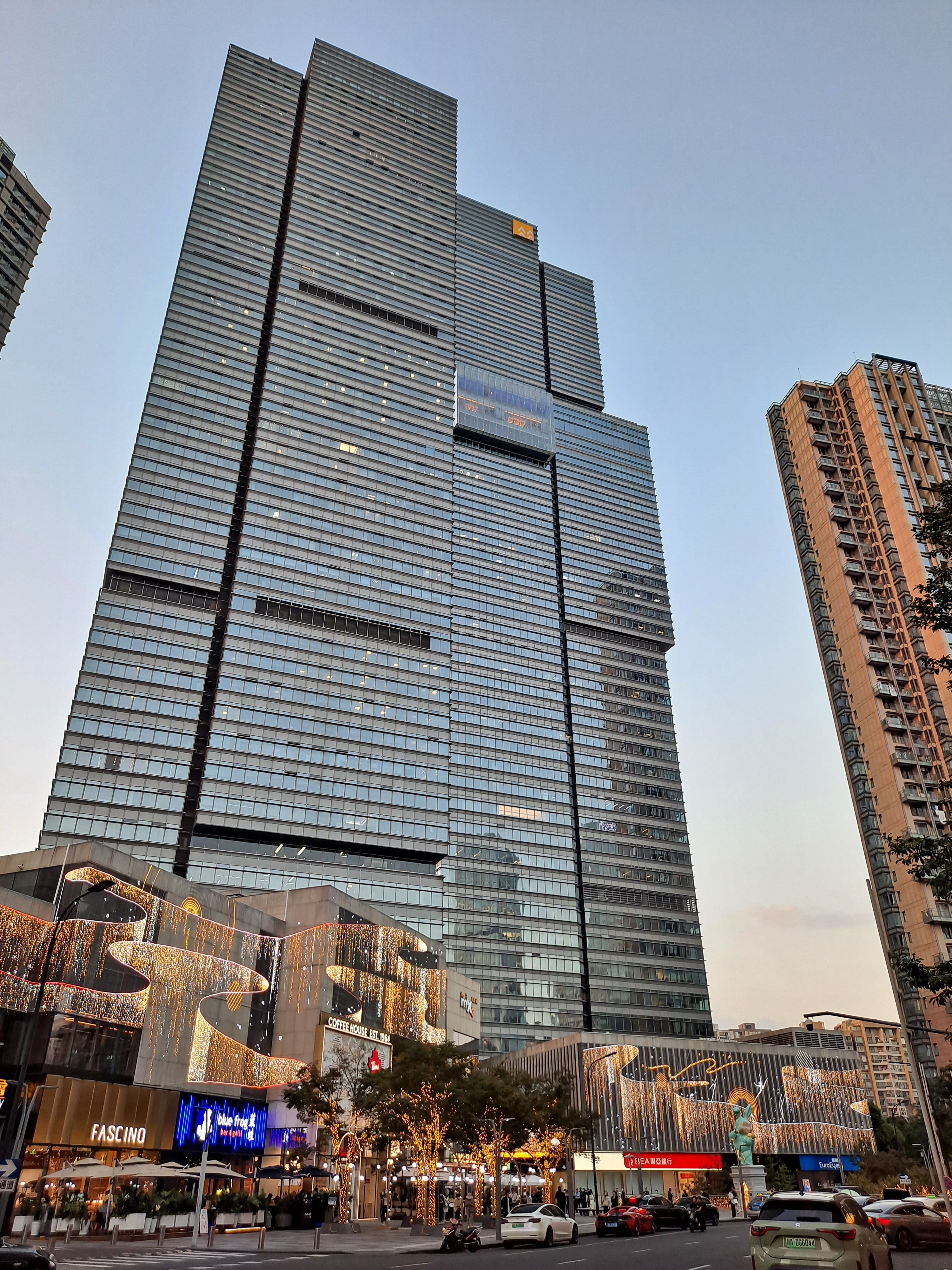
华润大厦

杭州万象城，正式名称为杭州华润新鸿基万象城，是位于杭州市钱江新城庆春路与富春路交汇处的一处大型都市综合体，包括购物中心、住宅、酒店、写字楼和公寓，共有8座高楼和1座商场。由華潤置地有限公司和新鴻基地產在杭州联合投资建造。

## 简介

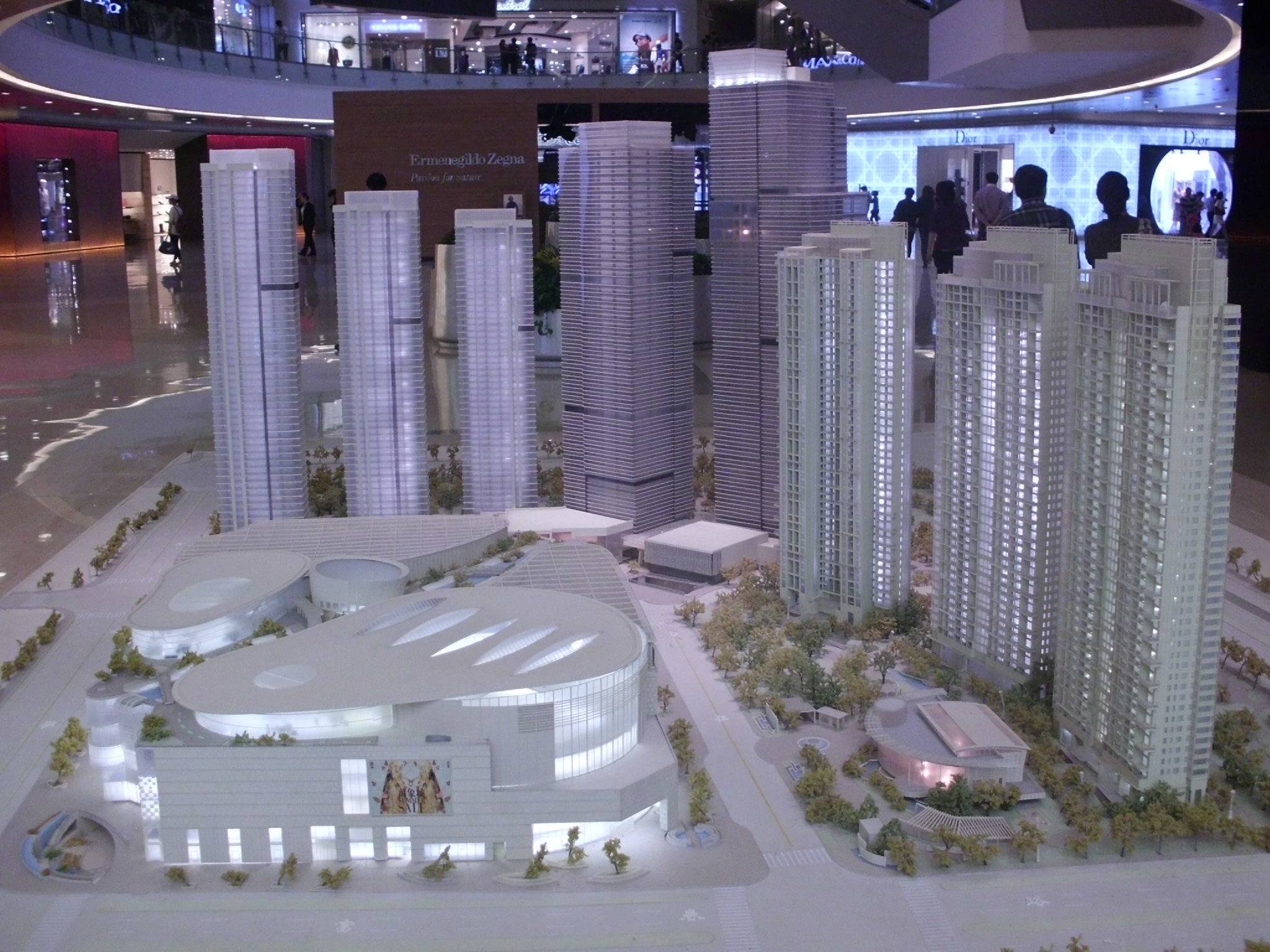
万象城购物中心与周边建筑模型图

总占地150亩，一期的万象城购物中心和住宅（悦府，三栋楼14万平米）于2006年12月动工，悦府于2008年建成。二期于2011年4月11日开工，二期包括一流的国际商业街区、26万平方米的写字楼（由华润大厦A、B两幢塔楼组成）、酒店式公寓（悦玺，三栋楼）组成，万象城一期与二期的总建筑面积达80万平米，二期于2015年建成。
购物中心建筑面积24万平米，分为地上六层，地下三层，于2010年4月开业。入驻有国际精品店、苹果 Apple Store 零售店、百货公司、超级市场、真冰滑冰场、杭州百老汇影城、众多美食场所、SPA、SALON等多方位服务设施。
位于华润大厦A幢35层到49层的超五星级柏悦酒店属于凯悦国际酒店集团旗下，为中国第五家柏悦酒店，酒店于2016年9月28日开业，顶高232米为浙江省最高的酒店建筑。

## 结构
本工程地处杭州钱江新城庆春东路和钱江路的交汇处，总建筑面积为453791m2，其中地上317234m2，地下136557m2。地面以上五座塔楼，其中主楼MT 50层，屋顶标高为214.90m；TA\TB\TC\TD均为办公用途,地面以上分别为44~54层，屋顶标高为180.60m~148.60m；地下室3层（局部4层），主要为停车库及设备用房。

## 图片
- 位于五楼的大食代
- 滑冰场
- 一层中央经常举办活动
- 五楼的百老汇影城入口
- 2013年12月《风暴》杭州首映发布会
- 刘德华杭州宣传电影《风暴》
- 位于三楼的杭州百老汇影城售票处